# Iglesia del Buen Pastor (Santiago de Chile)
La Iglesia del Buen Pastor es un conjunto religioso católico ubicado en la calle Rivera, comuna de Independencia, ciudad de Santiago, Chile. Construida por la Congregación del Buen Pastor en 1862, se mantuvo como convento hasta 1972, y desde 1982 es la sede de la Fundación Las Rosas.
La iglesia, desde 1982 es Santuario a María Santísima, en conjunto con el convento fueron declarados Monumento Nacional de Chile, en la categoría de Monumento Histórico, mediante el Decreto Supremo n.º 1902, del 11 de octubre de 1972.

## Historia
La Congregación de Nuestra Señora de la Caridad del Buen Pastor llegó a Chile en 1855, siendo el arzobispo Rafael Valentín Valdivieso quien consiguió con el gobierno los recursos necesarios para trasladar a las religiosas desde Angers, Francia.
Se establecieron en la ciudad de San Felipe, pero tiempo después crearon un albergue en Santiago, en terrenos situados al norte del río Mapocho donados por Francisco Ruiz-Tagle y el Monasterio del Carmen Bajo de San Rafael de las Carmelitas Descalzas.
La construcción de la iglesia y del convento fue encomendada al arquitecto italiano Eusebio Chelli, iniciándose las obras en 1862. La congregación se mantuvo en el lugar hasta 1972 cuando se trasladaron a la comuna de Puente Alto, siendo la construcción asignada a diversas instituciones, como Carabineros de Chile, que donó el edificio en 1982 a la Fundación Las Rosas, que ubicó su sede en el convento. Ese mismo año la iglesia fue erigida como Santuario a María Santísima por el cardenal Juan Francisco Fresno.
El terremoto de 2010 dejó a la iglesia con grietas estructurales, por lo que tuvo que ser restaurada, interviniéndose la torre poniente, el presbiterio y la ornamentación interior. En una segunda etapa, comenzada en 2012, se reparó la nave central.

## Descripción
El convento se presenta en forma simétrica en relación con la nave central de la iglesia, elemento dominante de la composición arquitectónica. Se ordena en torno a un patio central, con un claustro y jardines. La iglesia tiene una planta de cruz latina, contando con el presbiterio en el centro, siendo de un nivel más alto. Tiene tres naves, una central y dos laterales, siendo la del centro de mayor altura.
La fachada de estilo neoclásico presenta un pórtico de cuatro columnas de orden jónico con un frontón. La iglesia tiene dos torres de chapitel aguzado.